# Prawo ojczyste
Prawo ojczyste (łac. lex patriae) dla osoby fizycznej w prawie prywatnym międzynarodowym to w zasadzie prawo państwa, którego jest ona obywatelem. Jeśli osoba nie ma obywatelstwa żadnego państwa, to prawem ojczystym jest prawo państwa, w którym ma ona miejsce zamieszkania.
Polska ustawa Prawo prywatne międzynarodowe z 4 lutego 2011 roku przewiduje, że obywatel polski podlega polskiemu prawu, nawet jeżeli jest oprócz tego obywatelem innego państwa. W przypadku cudzoziemca, będącego obywatelem więcej niż jednego państwa, za jego prawo ojczyste uznaje prawo tego państwa, z którym jest najściślej związany.